# Pierwsi ministrowie Szkocji
Pierwszy minister Szkocji (ang. First Minister of Scotland, gael. Prìomh Mhinistear na h-Alba, scots First Meinister o Scotland) – szef rządu Szkocji. Odpowiednik premiera.
| Osoba | Osoba                            | Osoba        | Kadencja             | Kadencja                    | Partia polityczna                     | Rząd                           |
| #     | Imię i Nazwisko                  | Portret      | Od                   | Do                          | Partia polityczna                     | Rząd                           |
| ----- | -------------------------------- | ------------ | -------------------- | --------------------------- | ------------------------------------- | ------------------------------ |
| 1     | Donald Dewar (1937–2000)         |              | 13 maja 1999         | 11 października 2000        | Szkocka Partia Pracy                  | Rząd Donalda Dewara            |
| –     | Jim Wallace (1954–) (tymczasowo) |              | 11 października 2000 | 26 października 2000        | Szkocka Partia Liberalnych Demokratów | Rząd Donalda Dewara            |
| 2     | Henry McLeish (1948–)            |              | 26 października 2000 | 8 listopada 2001            | Szkocka Partia Pracy                  | Rząd Henry'ego McLeisha        |
| –     | Jim Wallace (1954–) (tymczasowo) |              | 8 listopada 2001     | 22 listopada 2001           | Szkocka Partia Liberalnych Demokratów | Rząd Henry'ego McLeisha        |
| 3     | Jack McConnell (1960–)           |              | 22 listopada 2001    | 20 maja 2003                | Szkocka Partia Pracy                  | Pierwszy rząd Jacka McConnella |
| 3     | Jack McConnell (1960–)           | 20 maja 2003 | 16 maja 2007         | Drugi rząd Jacka McConnella | Szkocka Partia Pracy                  |                                |
| 4     | Alex Salmond (1954–2024)         |              | 16 maja 2007         | 18 maja 2011                | Szkocka Partia Narodowa               | Pierwszy rząd Alexa Salmonda   |
| 4     | Alex Salmond (1954–2024)         | 18 maja 2011 | 19 listopada 2014    | Drugi rząd Alexa Salmonda   | Szkocka Partia Narodowa               |                                |
| 5     | Nicola Sturgeon (1970–)          |              | 20 listopada 2014    | 17 maja 2016                | Szkocka Partia Narodowa               | Pierwszy rząd Nicoli Sturgeon  |
| 5     | Nicola Sturgeon (1970–)          | 17 maja 2016 | 18 maja 2021         | Drugi rząd Nicoli Sturgeon  | Szkocka Partia Narodowa               |                                |
| 5     | Nicola Sturgeon (1970–)          | 18 maja 2021 | 29 marca 2023        | Trzeci rząd Nicoli Sturgeon | Szkocka Partia Narodowa               |                                |
| 6     | Humza Yousaf (1985–)             |              | 29 marca 2023        | 7 maja 2024                 | Szkocka Partia Narodowa               | Rząd Humzy Yousafa             |
| 7     | John Swinney (1964–)             |              | 7 maja 2024          | pełni urząd                 | Szkocka Partia Narodowa               | Rząd Johna Swinneya            |